# Volta del Llagostí
La Volta del Llagostí est une course cycliste espagnole disputée au mois de juin autour de Vinaròs, dans la Communauté valencienne. Organisée par l'Union cycliste de Vinaròs, elle est réservée aux coureurs amateurs.
Certaines éditions se sont déroulées sur plusieurs étapes.

## Palmarès depuis 1999
| Année | Vainqueur                 | Deuxième                | Troisième            |
| ----- | ------------------------- | ----------------------- | -------------------- |
| 1999  | Joaquín López             | Gonzalo Bayarri         | José Manuel Vázquez  |
| 2000  | Xavier Pérez              | Juan Antonio Pastor     | Mario Fenollosa      |
| 2001  | David Molinero            | José Manuel Pintado     | Jordi Berenguer      |
| 2002  | Fernando Plaza            | Rafael Pertegas         | Miquel Alandete      |
| 2003  | Olivier Bonnaire          | Óscar López             | Silvestre Callau     |
| 2004  | José Rafael Martínez      | Tomás Lloret            | Jesús Javier Ramírez |
| 2005  | David Molinero            | Sergio Casanova         | Miguel Ríos          |
| 2006  | Sergio Casanova           | Jorge Martín Montenegro | William Aranzazu     |
| 2007  | Antonio Miguel Parra (en) | Sergio Casanova         | Antonio García       |
| 2008  | Álvaro García Caballero   | Mauricio Muller         | Joaquín Ortega       |
| 2009  | Arkimedes Arguelyes       | Alexander Ryabkin       | Artem Ovechkin       |
| 2010  | Rafael Rodríguez          | David Calatayud         | Gonzalo Miranda      |
| 2011  | Antonio Miguel Parra (en) | Román Sáez              | Iván Díaz            |
| 2012  | Gonzalo Garrido           | Sergio Casanova         | Dimitri Chuzhda      |
| 2013  | Diego Milán               | David Santillana        | Juan José Tamayo     |
| 2014  | Samuel Nicolás            | Cristian Cañada         | William Aranzazu     |
| 2015  | David Gor                 | Daniel Ginés            | Enrique Soler        |
| 2016  | Andrey Prostokishin       | Sigurd Nesset           | Víctor Martínez      |
| 2017  | annulé                    | annulé                  | annulé               |